# Hilda Clark
Hilda Clark (Leavenworth, 1872 – Miami Beach, 5 maggio 1932) è stata una modella e attrice teatrale statunitense.

## Biografia
Nata a Leavenworth, nel Kansas, da Lydia e Milton Edward Clark, si trasferì molto giovane a est, fino a Boston, per diventare famosa come modella nel 1895, quando fu la prima donna a essere rappresentata su un vassoio in alluminio della Coca-Cola. Hilda rimase la faccia pubblicitaria della Coca-Cola fino al febbraio 1903, quando sposò Frederick Stanton Flower a New York. Flower era un nipote del governatore di New York, Roswell Flower.
La Clark è stata una persona dell'alta società a Boston, ma si ritirò dalle scene dopo il matrimonio. Frederick Flower era un miliardario, impegnato in istituti bancari e direttore di numerose ferrovie. Hilda Clark morì il 5 maggio 1932 a Miami Beach, in Florida.